# Seoul Light DMC Tower
Seoul Light DMC Tower, Seoul Lite, DMC Landmark Building — хмарочос, який планують збудувати в Сеулі, Південна Корея. Висота щонайменше 130-поверхового хмарочосу складе 640 метрів. Будівництво планують розпочати в 2012 році і завершити після 2015 року. Станом на початок 2012 року відбувається дискусія щодо прийнятності запропонованої висоти хмарочосу, а також звільнення ділянки від інших будов.
Після завершення будівництва цей хмарочос стане найвищим в Південній Кореї і одним з найвищих у світі.
Станом на 2021 рік будівництво скасоване через будівельну книзу в Південній Кореї.